# Le Serment du chevalier noir
Pour plus de détails, voir Fiche technique et Distribution.
Le Serment du chevalier noir (titre original : The Black Knight) est un film britannique réalisé par Tay Garnett et sorti en 1954.

## Synopsis
Un Sarrasin s'allie au roi Marc'h, souverain des Cornouailles, pour renverser le roi Arthur. Dans sa forge, John ne rêve que de devenir chevalier pour pouvoir épouser Linet, la fille du comte de Yeonil. Il forge clandestinement une armure…

## Fiche technique
- Titre original : The Black Knight
- Titre français : Le serment du chevalier noir
- Réalisation : Tay Garnett
- Scénario : Alec Coppel
- Musique : John Addison
- Directeur de la photographie : John Wilcox
- Montage : Gordon Pilkington
- Création des décors : Alex Vetchinsky
- Création des costumes : Beatrice Dawson
- Maquillages spéciaux : Freddie Williamson
- Cascades : Paul Baxley et Bob Simmons
- Producteurs : Irving Allen et Albert R. Broccoli
- Producteur associé : Phil C. Samuel
- Compagnie de production : Warwick Film Productions
- Compagnie de distribution : Columbia Pictures Corporation
- Pays de production :  États-Unis,  Royaume-Uni
- Langue : Anglais
- Son : Mono (Western Electric Recording)
- Image : Couleurs (Technicolor)
- Ratio écran : 1.66:1
- Format négatif : 35 mm
- Procédé cinématographique : Sphérique
- Durée : 85 minutes
- Genre : aventures
- Dates de sortie :
  - Angleterre : 26 août 1954
  - France : 1er juillet 1955
  - États-Unis : 28 octobre 1954
- Affiche : Clément Hurel (France)

## Distribution
- Alan Ladd (VF : Raymond Loyer) : John
- Patricia Medina (VF : Thérèse Rigaut) : Linet
- André Morell (VF : Pierre Morin) : Sir Ontzlake
- Harry Andrews : le comte de Yeonil
- Peter Cushing (VF : Georges Aminel) : Sir Palamides
- Anthony Bushell : le roi Arthur
- Laurence Naismith : Major Domo
- Patrick Troughton : le roi Marc
- Bill Brandon : Bernard
- Ronald Adam : l'abbé
- Basil Appleby : Sir Hal
- Tommy Moore : l'apprenti
- Jean Lodge : la reine Guenièvre
- Pauline Jameson : Lady Yeonil
- John Kelly : le bûcheron
- Jill Adams
- Faith Bailey
- Larry Dann
- Keith Davis
- George Howell

## DVD (France)
Le film a fait l'objet d'une sortie sur le support DVD en France :
- Le Serment du Chevalier Noir (DVD-9 Keep Case sous fourreau cartonné) sorti le 23 mai 2017 édité par Sidonis Calysta et distribué par ESC Distribution. Le ratio écran est en 1.66:1 panoramique 16:9. L'audio est en Français et Anglais 2.0 mono Dolby Digital avec présence de sous-titres français. En bonus une présentation du film par Patrick Brion, un documentaire sur Alan Ladd (56') et une galerie de photos.La durée du film est de 85 minutes. Il s'agit d'une édition Zone 2 Pal[1].

## Autour du film
- De moins bonne qualité que Ivanhoé[2]Prince vaillant et Les chevaliers de la table ronde[3],[4], Kitsch[5]emprunt des années 50[6],[7]et remplie de clichés de ses années[8], mais néanmoins de facture honnête, sobre[9], donc à voir avec curiosité[10]car dans ce film y figure aussi de très nombreux acteurs de renoms[11].

- Il est passé également sur France 3 en février 2008[12].